# کیک مادیرا

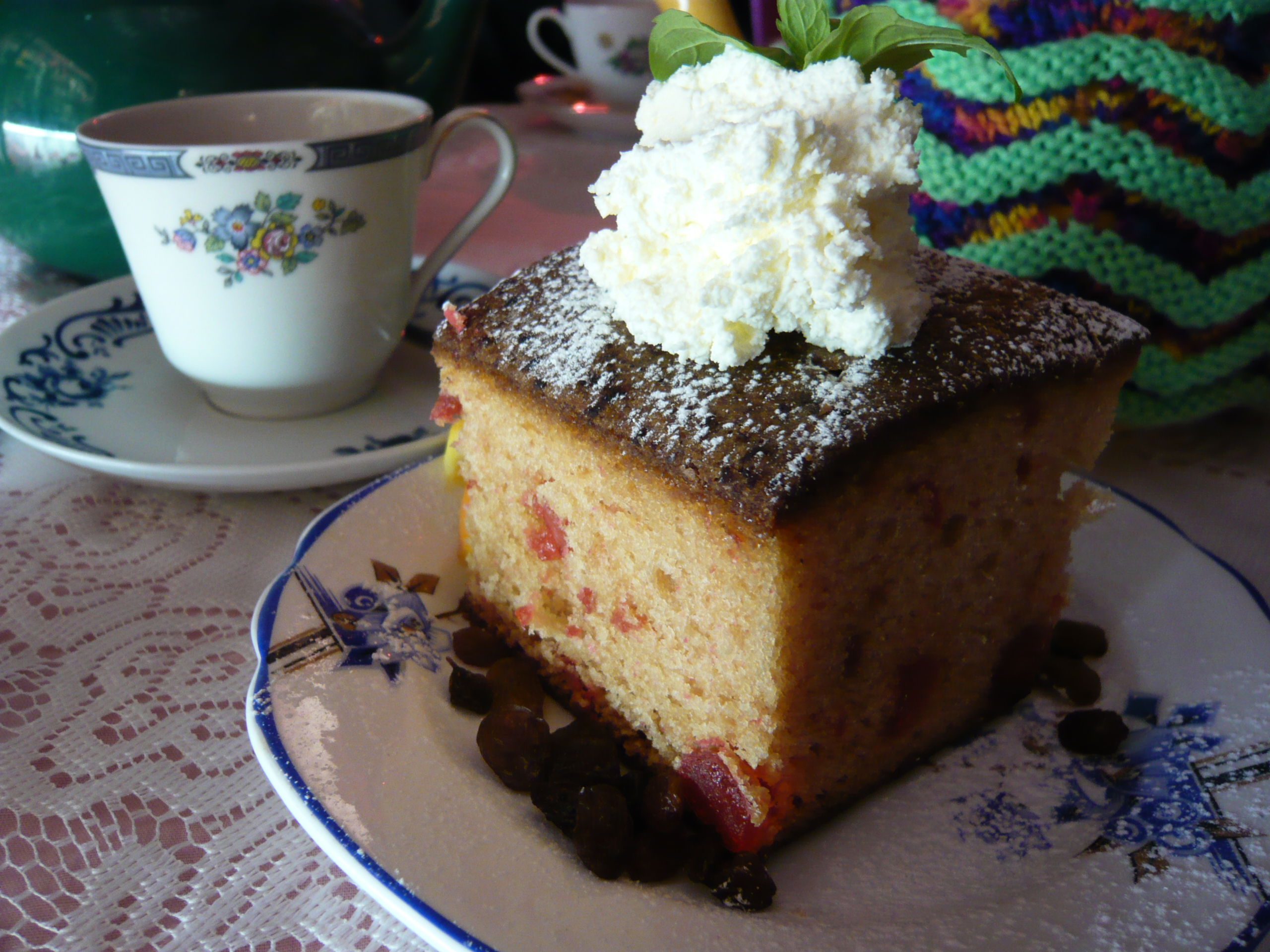
کیک مدیرای گیلاسی

کیک مادِیرا (به انگلیسی: Madeira cake؛ با تلفظ: /mə'dɪərə keɪk/) نوعی کیک گرد اسفنجی و شیرین انگلیسی است که به صورت سنتی با خلال لیمو تزئین می‌گردد. در گذشته این کیک را همراه با شراب مادیرا می‌خوردند و نام کیک برگرفته از نام این شراب می‌باشد اما امروزه آن را با چای یا نوشیدنی‌های الکلی دیگر نیز صرف می‌نمایند.